# Daphnopsis tuerckheimiana
Daphnopsis tuerckheimiana är en tibastväxtart som beskrevs av J. D. Smith. Daphnopsis tuerckheimiana ingår i släktet Daphnopsis och familjen tibastväxter. Inga underarter finns listade i Catalogue of Life.